# Diattang
Diattang est un village du Sénégal situé en Basse-Casamance à 3km de Baila. Il fait partie de la communauté rurale de Suelle, dans l'arrondissement de Sindian, le département de Bignona et la région de Ziguinchor.
Lors du dernier recensement (2002), la localité comptait 696 habitants et 97 ménages.